# Paraklausitiron
Paraklausitiron (starogrčki: παρακλαυσίθυρον) je motiv u grčkoj i posebno Augustovoj ljubavnoj elegiji, kao i u trubadurskoj poeziji.
Pojedinosti grčke etimologije nisu jasne, ali općenito je prihvaćeno da znači "jadikovati pored vrata", od παρακλαίω, "žaliti pored", i θύρα, "vrata". Paraklausithyron obično postavlja ljubavnika ispred vrata svoje ljubavnice, želeći ulazak. U grčkoj poeziji situacija je povezana s komosom, veseljima mladih ljudi na otvorenom nakon opijanja na simpoziju. Callimachus koristi situaciju kako bi razmislio o samokontroli, strasti i slobodnoj volji kada je prepreka vrata uklonjena.
Latinska poezija nudi nekoliko primjera i varijacija na temu exclusus amator ("zatvoreni ljubavnik"). Horacije nudi manje ozbiljnu tužbalicu u Odama 3,10 i čak prijeti vratima u 3,26; Tibul (1,2) poziva se na sama vrata; u Properciju (1.16), vrata su jedini govornik. U Ovidijevoj Amores (1,6), govornik tvrdi da bi se rado zamijenio s vratarom, robom koji je okovan za svoj položaj, dok moli vratara da mu dopusti pristup njegovoj ljubavnici Corinni. U Metamorfozama se čini da je čuveni zid (invide obstas) sa svojom pukotinom (vitium) koja razdvaja zvjezdane ljubavnike, Pirama i Tisbu, proširenje ovog motiva. Privlačnost paraclausithyrona proizlazi iz njegovog sažimanja situacije ljubavne elegije na najosnovnije: ljubavnika, ljubljenu i prepreku, dopuštajući pjesnicima da zazvone varijacije na osnovnu temu. Ova značajka ljubavne poezije svoje podrijetlo može zahvaliti grčkoj novoj komediji; kao što je to često slučaj, znanstvenici se ugledaju na rimsku komediju kako bi nadoknadili nedostatke vrlo fragmentarnih ostataka grčkih modela, au stihovima 55 do 65 Plautovog ' Curculio je primjer kratkog, ali unatoč tome potpuno vjerodostojnog paraklauzitirona.
Motiv nije samo povijesni fenomen: on se nastavlja u suvremenom pjesmotvorstvu. Pjesma Stevea Earlea "More Than I Can Do", na primjer, daje tipičnu paraklauzitironičnu situaciju s stihovima poput "Just because you won't unlock your door /That don't mean you don't love me more" kao radi li njegova pjesma "Last of the Hardcore Troubadours", u kojoj se pjevač obraća ženi govoreći: "Djevojko, nemoj se truditi zaključavati svoja vrata / On vani viče, "Darlin' zar me više ne voliš?" Slično tome, prva dva stiha pjesme Jimija Hendrixa "Castles Made of Sand " uključuju paraklauzitironsku situaciju muškarca kojeg je izbacila ljubavnica. Isto tako, pjesma Boba Dylana "Temporary Like Achilles " sadrži mnoge značajke tipične za antički motiv (jadikovanje na vratima, dugo čekanje, prisutnost stražara kao daljnje prepreke itd.) te podsjeća na patos i retoriku rimskog elegičan paraklauzitiron.